# Le Feu des origines
Le Feu des origines est un roman de l'écrivain congolais Emmanuel Dongala paru en 1987 aux éditions Albin Michel,. L'œuvre reçoit le Grand Prix littéraire d'Afrique noire en 1988.